# Thorne-rendszer
A Thorne-rendszer a zárvatermőket tárgyaló növényrendszertani osztályozás, melyet az amerikai botanikus, Robert F. Thorne (1920- ) dolgozott ki. Általában az 1992-ben publikált Thorne-rendszerre – Thorne system (1992) – utalnak, ezt azonban Thorne 2000-ben felváltotta egy új rendszerrel. A két rendszert a következő publikációiban írta le:
- R.F. Thorne (1968). „Synopsis of a putative phylogenetic classification of flowering plants”. Aliso 6(4), 57–66. o.
- R.F. Thorne (1992). „Classification and geography of flowering plants”. Botanical Review 58, 225–348. o. DOI:10.1007/BF02858611.
- R.F. Thorne (1992). „An updated phylogenetic classification of the flowering plants”. Aliso 13, 365–389. o.
- R.F. Thorne (2000). „The classification and geography of the flowering plants: dicotyledons of the class Angiospermae”. Botanical Review 66, 441–647. o. DOI:10.1007/BF02869011.

A rendszer két weboldalon is elérhető. Az egyik a texasi Center for the Study of Digital Libraries (CSDL, Texas Archiválva 2008. május 11-i dátummal a Wayback Machine-ben). A másik J.L. Reveal, Marylandi Egyetem Norton Brown Herbáriuma professzorának közzétett 1999-es jegyzetei (1, 2, 3, melyek kimerítően tárgyalják a Thorne-rendszer szinonim neveit is. Az utóbbi oldal szerint a rendszer főbb taxonjai a következők:
- osztály Magnoliopsida  [= zárvatermők ] 
alosztály Magnoliidae [= kétszikűek ]
főrend Magnolianae
főrend Nymphaeanae
főrend Rafflesianae
főrend Caryophyllanae
főrend Theanae
főrend Celastranae
főrend Malvanae
főrend Violanae
főrend Santalanae
főrend Geranianae
főrend Rutanae
főrend Proteanae
főrend Rosanae
főrend Cornanae
főrend Asteranae
főrend Solananae
főrend Loasanae
főrend Myrtanae
főrend Gentiananae
alosztály Liliidae [= egyszikűek ]
főrend Lilianae
főrend Hydatellanae
főrend Triuridanae
főrend Aranae
főrend Cyclanthanae
főrend Pandananae
főrend Arecanae
főrend Commelinanae

Az 1992-es Thorne-rendszer 69 rendbe sorolt 440 családot számlál:
- osztály Magnoliopsida [= zárvatermők ] 
alosztály Magnoliidae [= kétszikűek ]
főrend Magnolianae
rend Magnoliales
család Winteraceae
család Illiciaceae
család Schisandraceae
család Magnoliaceae
család Degeneriaceae
család Himantandraceae
család Eupomatiaceae
család Annonaceae
család Aristolochiaceae
család Myristicaceae
család Canellaceae
család Austrobaileyaceae
család Amborellaceae
család Trimeniaceae
család Chloranthaceae
család Monimiaceae
család Gomortegaceae
család Calycanthaceae
család Lauraceae
család Hernandiaceae
család Lactoridaceae
család Saururaceae
család Piperaceae
rend Ceratophyllales
család Ceratophyllaceae
rend Nelumbonales
család Nelumbonaceae
rend Paeoniales
család Paeoniaceae
család Glaucidiaceae
rend Berberidales
család Menispermaceae
család Lardizabalaceae
család Sargentodoxaceae
család Berberidaceae
család Hydrastidaceae
család Ranunculaceae
család Circaeasteraceae
család Papaveraceae
főrend Nymphaeanae
rend Nymphaeales
család Cabombaceae
család Nymphaeaceae
főrend Rafflesianae
rend Rafflesiales
család Hydnoraceae
család Rafflesiaceae
főrend Caryophyllanae
rend Caryophyllales
család Caryophyllaceae
család Portulacaceae
család Hectorellaceae
család Basellaceae
család Didiereaceae
család Cactaceae
család Phytolaccaceae
család Petiveriaceae
család Agdestidaceae
család Barbeuiaceae
család Achatocarpaceae
család Stegnospermataceae
család Nyctaginaceae
család Aizoaceae
család Halophytaceae
család Molluginaceae
család Chenopodiaceae
család Amaranthaceae
főrend Theanae
rend Theales
család Dilleniaceae
család Actinidiaceae
család Paracryphiaceae
család Stachyuraceae
család Theaceae
család Asteropeiaceae
család Tetrameristaceae
család Pellicieraceae
család Chrysobalanaceae
család Symplocaceae
család Caryocaraceae
család Marcgraviaceae
család Oncothecaceae
család Aquifoliaceae
család Phellinaceae
család Sphenostemonaceae
család Sarraceniaceae
család Pentaphylacaceae
család Clethraceae
család Cyrillaceae
család Ochnaceae
család Quiinaceae
család Scytopetalaceae
család Medusagynaceae
család Strasburgeriaceae
család Ancistrocladaceae
család Dioncophyllaceae
család Nepenthaceae
család Bonnetiaceae
család Clusiaceae
család Elatinaceae
család Lecythidaceae
rend Ericales
család Ericaceae
család Epacridaceae
család Empetraceae
rend Fouquieriales
család Fouquieriaceae
rend Styracales
család Ebenaceae
család Lissocarpaceae
család Sapotaceae
család Styracaceae
rend Primulales
család Theophrastaceae
család Myrsinaceae
család Primulaceae
család Plumbaginaceae
rend Polygonales
család Polygonaceae
főrend Celastranae
rend Celastrales
család Celastraceae
család Goupiaceae
család Lophopyxidaceae
család Stackhousiaceae
család Corynocarpaceae
főrend Malvanae
rend Malvales
család Sterculiaceae
család Huaceae
család Elaeocarpaceae
család Plagiopteraceae
család Tiliaceae
család Monotaceae
család Dipterocarpaceae
család Sarcolaenaceae
család Sphaerosepalaceae
család Bombacaceae
család Malvaceae
rend Urticales
család Ulmaceae
család Moraceae
család Cecropiaceae
család Barbeyaceae
család Urticaceae
család Cannabaceae
rend Rhamnales
család Rhamnaceae
család Elaeagnaceae
rend Euphorbiales
család Euphorbiaceae
család Aextoxicaceae
család Simmondsiaceae
család Dichapetalaceae
család Gonystylaceae
család Thymelaeaceae
főrend Violanae
rend Violales
család Bixaceae
család Cochlospermaceae
család Cistaceae
család Violaceae
család Flacourtiaceae
család Physenaceae
család Lacistemataceae
család Salicaceae
család Dipentodontaceae
család Peridiscaceae
család Scyphostegiaceae
család Passifloraceae
család Turneriaceae
család Malesherbiaceae
család Achariaceae
család Caricaceae
család Tamaricaceae
család Frankeniaceae
család Cucurbitaceae
család Begoniaceae
család Datiscaceae
rend Brassicales
család Resedaceae
család Capparaceae
család Brassicaceae
család Salvadoraceae
család Gyrostemonaceae
rend Batales
család Bataceae
főrend Santalanae
rend Santalales
család Olacaceae
család Opiliaceae
család Medusandraceae
család Santalaceae
család Misodendraceae
család Loranthaceae
család Eremolepidaceae
család Viscaceae
rend Balanophorales
család Balanophoraceae
család Cynomoriaceae
főrend Geranianae
rend Linales
család Humiriaceae
család Ctenolophonaceae
család Hugoniaceae
család Ixonanthaceae
család Linaceae
család Erythroxylaceae
család Zygophyllaceae
család Balanitaceae
rend Rhizophorales
család Rhizophoraceae
rend Geraniales
család Oxalidaceae
család Geraniaceae
család Balsaminaceae
család Tropaeolaceae
család Limnanthaceae
rend Polygalales
család Malpighiaceae
család Trigoniaceae
család Vochysiaceae
család Polygalaceae
család Krameriaceae
főrend Rutanae
rend Rutales
család Rutaceae
család Rhabdodendraceae
család Cneoraceae
család Simaroubaceae
család Picramniaceae
család Ptaeroxylaceae
család Meliaceae
család Burseraceae
család Anacardiaceae
család Leitneriaceae
család Tepuianthaceae
család Coriariaceae
család Sapindaceae
család Sabiaceae
család Melianthaceae
család Akaniaceae
család Bretschneideraceae
család Moringaceae
család Surianaceae
család Connaraceae
család Fabaceae
főrend Proteanae
rend Proteales
család Proteaceae
főrend Rosanae
rend Hamamelidales
család Trochodendraceae
család Eupteleaceae
család Cercidiphyllaceae
család Platanaceae
család Hamamelidaceae
rend Casuarinales
család Casuarinaceae
rend Balanopales
család Buxaceae
család Didymelaceae
család Daphniphyllaceae
család Balanopaceae
rend Bruniales
család Roridulaceae
család Bruniaceae
család Geissolomataceae
család Grubbiaceae
család Myrothamnaceae
család Hydrostachyaceae
rend Juglandales
család Rhoipteleaceae
család Juglandaceae
család Myricaceae
rend Betulales
család Ticodendraceae
család Betulaceae
család Nothofagaceae
család Fagaceae
rend Rosales
család Rosaceae
család Neuradaceae
család Crossosomataceae
család Anisophylleaceae
rend Saxifragales
család Tetracarpaeaceae
család Crassulaceae
család Cephalotaceae
család Penthoraceae
család Saxifragaceae
család Francoaceae
család Grossulariaceae
család Vahliaceae
család Eremosynaceae
család Lepuropetalaceae
család Parnassiaceae
család Stylidiaceae
család Droseraceae
család Greyiaceae
család Diapensiaceae
rend Podostemales
család Podostemaceae
rend Cunoniales
család Cunoniaceae
család Davidsoniaceae
család Staphyleaceae
főrend Cornanae
rend Hydrangeales
család Hydrangeaceae
család Escalloniaceae
család Carpodetaceae
család Griseliniaceae
család Alseuosmiaceae
család Montiniaceae
család Brexiaceae
család Columelliaceae
család Desfontainiaceae
rend Cornales
család Vitaceae
család Gunneraceae
család Haloragaceae
család Cornaceae
család Curtisiaceae
család Alangiaceae
család Garryaceae
család Aucubaceae
család Aralidiaceae
család Eucommiaceae
család Icacinaceae
család Metteniusaceae
család Cardiopteridaceae
család Peripterygiaceae
rend Pittosporales
család Pittosporaceae
család Byblidaceae
család Tremandraceae
rend Araliales
család Helwingiaceae
család Torricelliaceae
család Araliaceae
család Hydrocotylaceae
család Apiaceae
rend Dipsacales
család Caprifoliaceae
család Adoxaceae
család Valerianaceae
család Triplostegiaceae
család Dipsacaceae
család Morinaceae
főrend Asteranae
rend Asterales
család Calyceraceae
család Asteraceae
rend Campanulales
család Menyanthaceae
család Pentaphragmataceae
család Sphenocleaceae
család Campanulaceae
család Goodeniaceae
főrend Solananae
rend Solanales
család Solanaceae
család Duckeodendraceae
család Goetzeaceae
család Nolanaceae
család Convolvulaceae
család Hydrophyllaceae
család Boraginaceae
család Hoplestigmataceae
család Lennoaceae
család Tetrachondraceae
család Polemoniaceae
főrend Loasanae
rend Loasales
család Loasaceae
főrend Myrtanae
rend Myrtales
család Lythraceae
család Alzateaceae
család Rhynchocalycaceae
család Penaeaceae
család Oliniaceae
család Trapaceae
család Crypteroniaceae
család Melastomataceae
család Combretaceae
család Onagraceae
család Myrtaceae
főrend Gentiananae
rend Gentianales
család Loganiaceae
család Rubiaceae
család Dialypetalanthaceae
család Apocynaceae
család Gentianaceae
család Saccifoliaceae
rend Scrophulariales
család Oleaceae
család Buddlejaceae
család Stilbaceae
család Bignoniaceae
család Pedaliaceae
család Martyniaceae
család Myoporaceae
család Scrophulariaceae
család Gesneriaceae
család Globulariaceae
család Plantaginaceae
család Lentibulariaceae
család Acanthaceae
család Callitrichaceae
család Hippuridaceae
család Verbenaceae
család Phrymaceae
család Symphoremataceae
család Nesogenaceae
család Avicenniaceae
család Lamiaceae
alosztály Liliidae [= egyszikűek ]
főrend Lilianae
rend Liliales
család Melanthiaceae
család Campynemataceae
család Alstroemeriaceae
család Colchicaceae
család Liliaceae
család Trilliaceae
család Iridaceae
rend Burmanniales
család Burmanniaceae
család Corsiaceae
rend Asparagales
család Asparagaceae
család Luzuriagaceae
család Asphodelaceae
család Aphyllanthaceae
család Phormiaceae
család Tecophilaeaceae
család Lanariaceae
család Hemerocallidaceae
család Asteliaceae
család Hanguanaceae
család Agavaceae
család Hostaceae
család Blandfordiaceae
család Dasypogonaceae
család Xanthorrhoeaceae
család Ixioliriaceae
család Hyacinthaceae
család Alliaceae
család Amaryllidaceae
család Hypoxidaceae
család Velloziaceae
család Cyanastraceae
család Eriospermaceae
rend Dioscoreales
család Philesiaceae
család Rhipogonaceae
család Petermanniaceae
család Smilacaceae
család Dioscoreaceae
család Trichopodaceae
család Stemonaceae
család Taccaceae
rend Orchidales
család Orchidaceae
főrend Hydatellanae
rend Hydatellales
család Hydatellaceae
főrend Triuridanae
rend Triuridales
család Triuridaceae
főrend Alismatanae
rend Alismatales
család Butomaceae
család Alismataceae
család Hydrocharitaceae
rend Potamogetonales
család Aponogetonaceae
család Scheuchzeriaceae
család Juncaginaceae
család Potamogetonaceae
család Posidoniaceae
család Cymodoceaceae
család Zannichelliaceae
család Zosteraceae
főrend Aranae
rend Acorales
család Acoraceae
rend Arales
család Araceae
család Lemnaceae
főrend Cyclanthanae
rend Cyclanthales
család Cyclanthaceae
főrend Pandananae
rend Pandanales
család Pandanaceae
főrend Arecanae
rend Arecales
család Arecaceae
főrend Commelinanae
rend Bromeliales
család Bromeliaceae
rend Philydrales
család Philydraceae
család Pontederiaceae
család Haemodoraceae
rend Typhales
család Typhaceae
rend Zingiberales
család Musaceae
család Strelitziaceae
család Lowiaceae
család Heliconiaceae
család Zingiberaceae
család Costaceae
család Cannaceae
család Marantaceae
rend Commelinales
család Rapateaceae
család Xyridaceae
család Commelinaceae
család Mayacaceae
család Eriocaulaceae
rend Juncales
család Thurniaceae
család Juncaceae
család Cyperaceae
rend Poales
család Flagellariaceae
család Joinvilleaceae
család Restionaceae
család Ecdeiocoleaceae
család Centrolepidaceae
család Poaceae

## Fordítás
- Ez a szócikk részben vagy egészben a Thorne system (1992) című angol Wikipédia-szócikk ezen változatának fordításán alapul.  Az eredeti cikk szerkesztőit annak laptörténete sorolja fel. Ez a jelzés csupán a megfogalmazás eredetét és a szerzői jogokat jelzi, nem szolgál a cikkben szereplő információk forrásmegjelöléseként.